# Portada/efemèride desembre 23
Eddie Vedder
« 22 de desembre · 23 de desembre · 24 de desembre »